# میخاوووکا (شهرستان لوبارتوف)
میخاوووکا (به لاتین: Michałówka) یک روستا در لهستان است که در گمینا ابراموو واقع شده‌است. میخاوووکا ۲۸۴ نفر جمعیت دارد.